# Халлиг Ишбара-Ябгу-каган
Халлиг Ишбара-Ябгу-каган (д/н—659) — останній незалежний каган Західнотюркського каганату в 650—657 роках.

## Життєпис
Походив з династії Ашина. Син Бйорі (Бурі, Бері)-шада, очільника тюрків на Кавказі під час персо-візантійської війни. При народженні звався Хелу. 633 року отримав від стрийка Дулу-кагана посаду ябгу та владу над 5 аймаками, де мешкали племена нушібі. З цього часу титулувався як ишбара-ябгу. Надалі зберігав дружні відносини з вождями племен нушібі, але про активну власну діяльність Хелу нічого невідомо.
646 року частина племен нушібі повстала проти кагана Ірбіс-Шегуя, який запідозрив Хелу у заколоті. Тоді той втік до імперії Тан, де деякий час перебував на військовій службі.
649 року за підтримки танського війська виступив проти Ірбіс-Шегуя. На його бік спочатку перейшли племена нушібі, а потім — дулу. 650 року переміг Ірбіс-Шегуя, якого начебто вбив власноруч. Взяв ім'я Халлиг (Той, що високо піднявся).
Провів реформи зі зміцнення влади кагана, призначивши для 5 племен нушібі єгіней (сигіней) та 5 племен дулу чур (чжо), які фактично підпорядковувалися каганові. Також впровадив посаду багадур-ябгу (голови над намісниками, на кшталт 1-го міністра), яким призначив сина Сіюня.
651 року його брат Ірбіс став самостійним, створивши державу Хозарський каганат. 652 року виступив проти імперії Тан, намагаючись відновити кордони колишнього Тюркського каганату. Імператор Лі Чжи відправив військо на чолі із Лянь Гянфаном і Цілі Хелі. Попри окремі успіхи 652 року тюркське військо зазнало поразки. Протягом 653—654 років танські війська здійснювали наступи на землі каганату. В цей час Дженджу-шад, правитель Кундуза (син кагана Ірбіс-Дулу) спробував захопити батьківські землі (західну частину каганату), але війська Халлиг Ишбара-Ябгу-каган завдали Дженджу поразки, змусивши підкоритися.
656 року каган зазнав низки поразок, внаслідок чого вождь дулу Нунь визнав зверхність танського імператора. За ним так вчинили й представники панівної династії Бучжень і Міше. Невдовзі в битві на річці Ілі зазнав поразки від танських військ Чумугунь, очільник племен дулу. В результаті рештки нушібі й дулу підкорилися імператорові. Танські війська за підтримки дулу захопили ставку Халлиг Ишбара-Ябгу-кагана в Тарбагатаї. Каган втік на захід, його переслідував Міше-шад. В битві на річці Іртиш каган зазнав остаточної поразки. 657 року схоплений родичем Юанькіном та виданий китайцям.
Поселений в столиці держави Чан'ань. Каганат було розділено на дві автономні держави (система дзімі), на чолі яких постали Міше-шад й Бучжень. Халлиг Ишбара-Ябгу-каган помер 659 року.